# А45-1

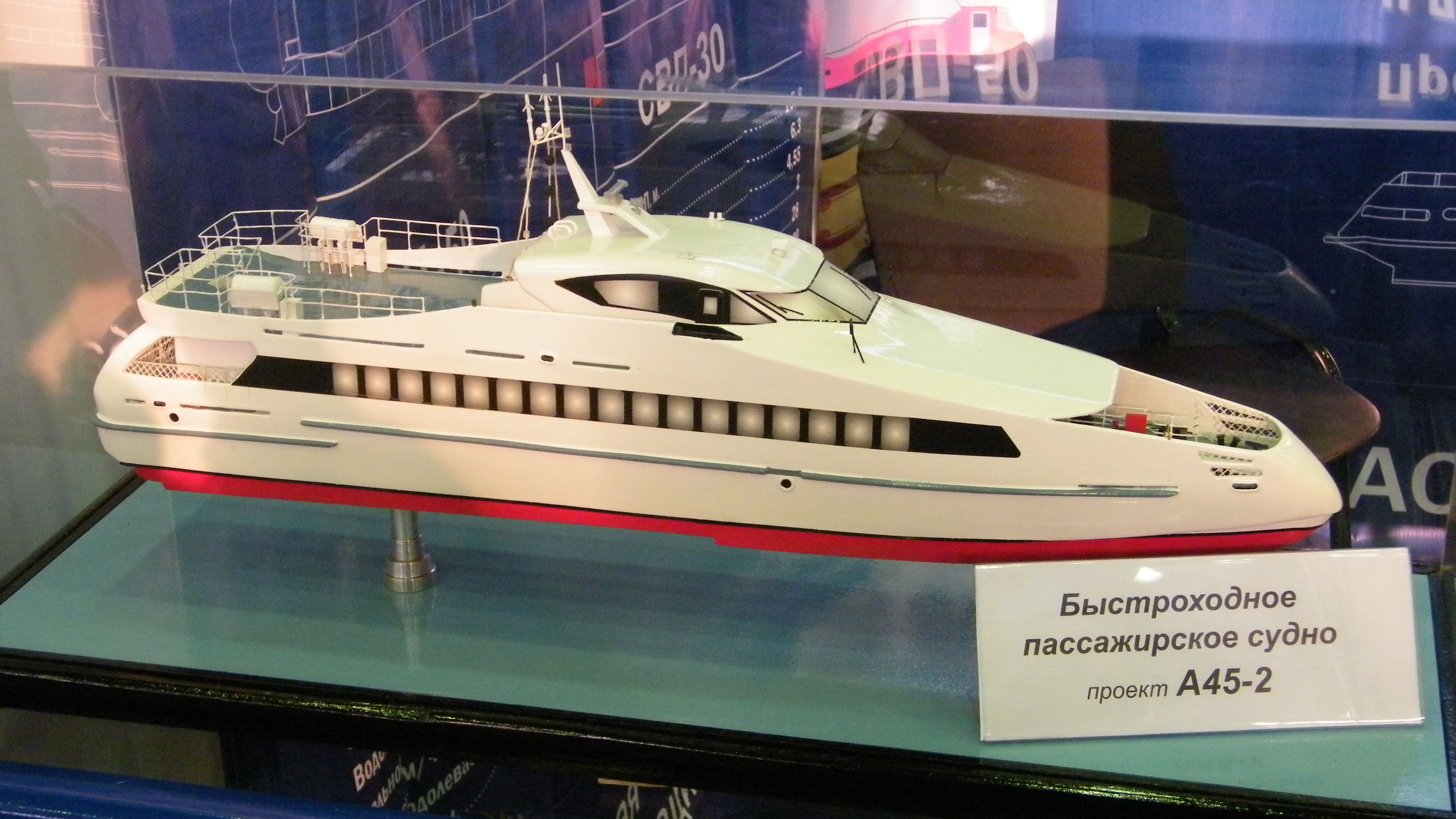
Быстроходное пассажирское судно, проект А45-2 (Хабаровский судостроительный завод)

Судно проекта А45-1 является модификацией скоростного пассажирского судна пр. А45 «Лена» и производится на Зеленодольском судостроительном заводе им. А. М. Горького. Спроектировано «Агат Дизайн Бюро», г. Санкт-Петербург. Судно глиссирующего типа предназначено для перевозок пассажиров на внутренних водных путях на линиях протяжённостью до 650 км.
Развитие проекта А45-1, проект А45-2, производится на Хабаровском судостроительном заводе.
Основные характеристики:
| Параметр                              | Ед. изм. | Значение                                       |
| ------------------------------------- | -------- | ---------------------------------------------- |
| Длина наибольшая                      | м        | 32                                             |
| Ширина наибольшая                     | м        | 6                                              |
| Высота борта                          | м        | 2,4                                            |
| Осадка по КВЛ в водоизмещающем режиме | м        | 0,9                                            |
| Осадка по КВЛ в глиссирующем режиме   | м        | 0,65                                           |
| Водоизмещение                         | т        | 68                                             |
| Экипаж                                | чел      | 5                                              |
| Скорость                              | км/ч     | 70                                             |
| Пассажировместимость                  | чел      | 100 (50 в VIP-варианте)                        |
| Класс судна                           |          | O 2,0/1,5 глиссер Российского Речного Регистра |
| Мощность двигателя                    | кВт      | 2 × 1080                                       |
| Мощность судовой электростанции       | кВт      | 2 × 28                                         |
| Материал корпуса                      |          | Алюминиевый сплав АМГ 1561                     |
| Срок службы                           | лет      | 20                                             |

Всего с 2006 по 2009 год было построено 5 судов (Лена-1, Енисейск, Красноярск, Михаил Годенко, Иван Назаров).
Кроме того, в 2016 году Хабаровский судостроительный завод построил одно судно проекта А45-2.